# Alfred B. Kittredge
Alfred Beard Kittredge, född 28 mars 1861 i Nelson, New Hampshire, död 4 maj 1911 i Hot Springs, Arkansas, var en amerikansk republikansk politiker. Han representerade delstaten South Dakota i USA:s senat 1901-1909.
Kittredge avlade 1882 grundexamen vid Yale och 1885 juristexamen vid Yale Law School. Han inledde därefter sin karriär som advokat i Sioux Falls. Han var ledamot av delstatens senat i South Dakota 1889-1891. Han blev utnämnd till USA:s senat efter att senator James H. Kyle hade avlidit i ämbetet. Han var senator fram till slutet av Kyles mandatperiod och därefter ännu en hel sexårig mandatperiod.
Kittredges grav finns på Conant Cemetery i Cheshire County, New Hampshire.